# الفن الإلكتروني

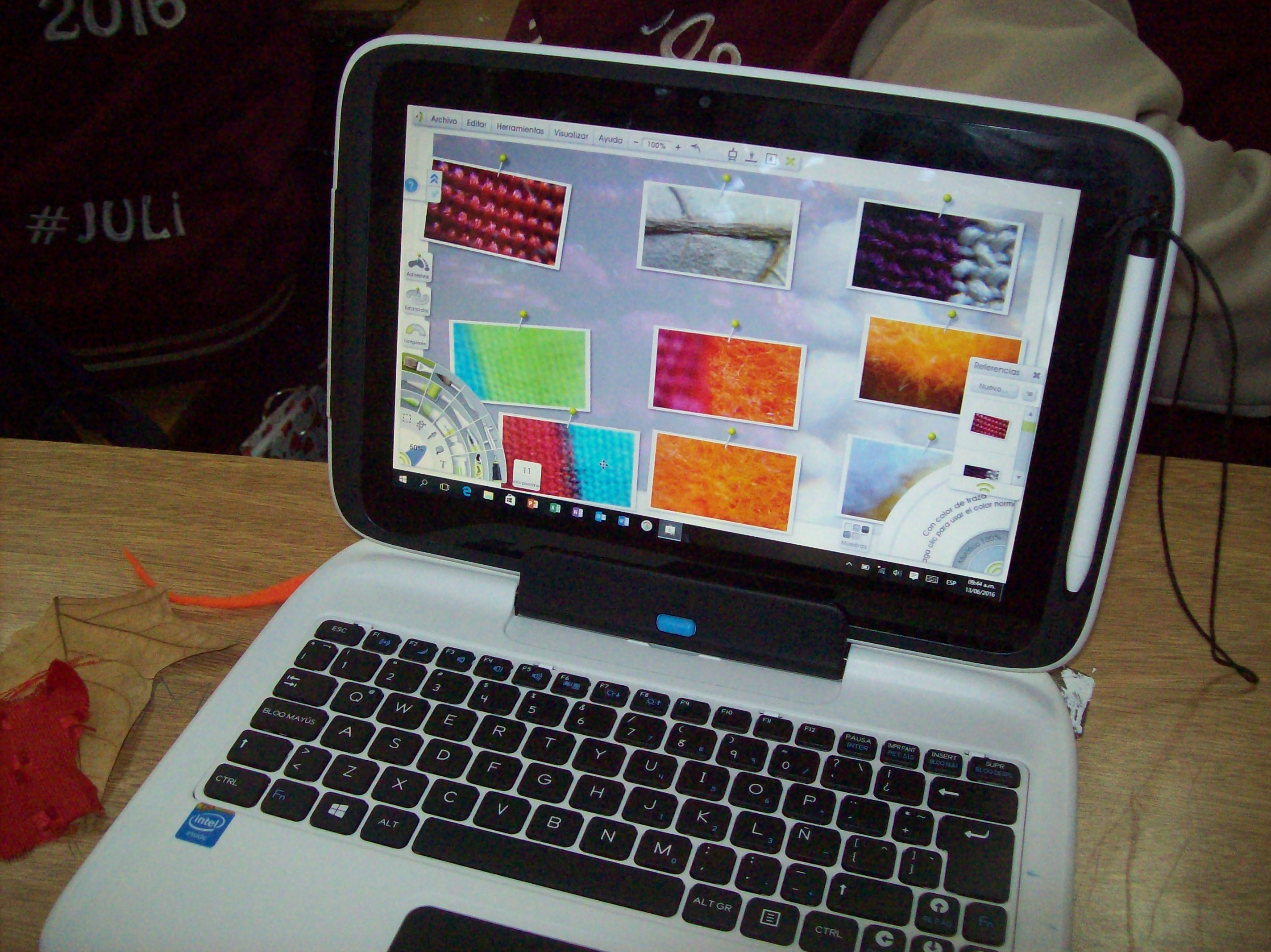
تحرير الصور ذات التركيبات المختلفة التي تم الحصول عليها ، باستخدام كاميرا الجهاز 2 في 1 وعدسة مكبرة ، بواسطة طلاب الصف السابع.

الفن الإلكتروني هو شكل من أشكال الفن الذي يستخدم الوسائط الإلكترونية. على نطاق أوسع، يشير إلى التكنولوجيا و/ أو الوسائط الإلكترونية. يتعلق بفن المعلومات وفن الوسائط الجديدة وفن الفيديو والفن الرقمي والفن التفاعلي وفن الإنترنت والموسيقى الإلكترونية. يعتبر ثمرة للفن المفاهيمي وفن الأنظمة.

## الخلفية
يعتبر مصطلح الفن الإلكتروني مرادفًا تقريبًا لفن الكمبيوتر والفن الرقمي. يستخدم المصطلحان الأخيران، وخاصة مصطلح الفن الناتج عن الكمبيوتر، في الغالب للأعمال الفنية المرئية التي تم إنشاؤها بواسطة أجهزة الكمبيوتر. ومع ذلك، فإن الفن الإلكتروني له دلالة أوسع بكثير، حيث يشير إلى الأعمال الفنية التي تتضمن أي مكون إلكتروني، مثل الأعمال في الموسيقى والرقص والعمارة والأداء. إنه مجال متعدد التخصصات ولذلك غالبًا ما يتعاون الفنانون مع العلماء والمهندسين عند إنشاء أعمالهم. يعمل مؤرخ الفن للفن الإلكتروني إدوارد أ. شانكن على توثيق الفن التجريبي الحالي والماضي مع التركيز على تقاطع الفن والعلم والتكنولوجيا. الكتاب الآخرون في موضوع الفن الإلكتروني هم فرانك بوبر ودومينيك مولون وسارة كوك وكريستيان بول.
غالبًا ما يتميز الفن الإلكتروني بمكونات التفاعل. يستفيد الفنانون من تقنيات مثل الإنترنت وشبكات الكمبيوتر والروبوتات والتكنولوجيا القابلة للارتداء والرسم الرقمي والتكنولوجيا اللاسلكية والواقع الافتراضي الغامر. نظرًا لأن التقنيات المستخدمة لتقديم أعمال الفن الإلكتروني أصبحت قديمة، يواجه الفن الإلكتروني مشكلات جدية حول التحدي المتمثل في الحفاظ على العمل الفني إلى ما بعد وقت إنتاجه المعاصر. حاليًا، تجري مشاريع بحثية لتحسين الحفاظ على تراث الفنون الإلكترونية الهش وتوثيقه.

## المهرجانات الفنية التي تستخدم مصطلح «الفن الإلكتروني» في أسمائها
- الندوة الدولية للفنون الإلكترونية، تنظم سنويا منذ عام 1988، دولي.
- ندوة آرس إلكترونيكا، يتم تنظيمها سنويًا منذ عام 1979 بواسطة آرس إلكترونيكا في لينز، النمسا.
- المهرجان الدولي للغات الإلكترونية، يتم تنظيمها سنويًا منذ عام 2000 في ساو باولو، البرازيل.
- جائزة آرس إلكترونيكا، جائزة سنوية كبرى لعدة فئات من الفن الإلكتروني.

## الفنانين
- لوري أندرسون
- روي أسكوت
- موريس بنعيون
- ماوريتسيو بولونيني
- أنجي بونينو
- ميز بريز
- ميغيل شوفالييه
- هيكو داكسل
- إليزابيث ديلر
- ديفيد إم
- كين فينجولد
- إنجبورج فوليب
- بيتر غابرييل
- بيترو غروسي
- غنجو غولان
- غارنيت هيرتي
- بيري هوبيرمان
- جودي
- إدواردو كاك
- مارك لي
- جورج ليغرادي
- جولان ليفين
- ليو داو
- رافاييل لوزانو هيمر
- شيكو ماكمورتوري
- سيرجيو مالتاجلياتي
- جينيفر وكيفن مكوي
- يوسف مرعي
- جوزيف نشفاتال
- إيف نيتزهامر
- غراهام نيكولز
- سيمون بيني
- ميليندا راكهام
- مارتين ريف
- كين رينالدو
- ديفيد روكبي
- ستيفان رولوف
- ليليان شوارتز
- يكاردو سكوفيديو
- بول سيرمون
- سكوت سنيبي
- مايكل سنو
- ستيلارك
- جيناني توتي
- نورمان وايت